# Oncocnemis saundersiana
Oncocnemis saundersiana är en fjärilsart som beskrevs av Augustus Radcliffe Grote 1876. Oncocnemis saundersiana ingår i släktet Oncocnemis och familjen nattflyn. Inga underarter finns listade i Catalogue of Life.